# Stara Novalja
Stara Novalja je naselje na sjevernom dijelu otoka Paga u Hrvatskoj. Ekonomija se bazira na turizmu, ovčarstvu, ribarstvu i vinogradarstvu. Poznata je po ostacima starog antičkog vodovoda, po bogatom podmorju, amforama, ronilačkom turizmu, pješčanim plažama, maslinicima, po svojim gastronomskim specijalitetima (janjetini, ribi, paškom siru i dobrom vinu). U njoj se nalazi staro trajektno pristanište "Drljanda", gdje dubina mora doseže do 38 metara. Brodići i jahte manjeg gaza vezani su unutar uvale. Stara Novalja je tiho turističko mjesto koje nudi apartmanski smještaj, sobe i druge turističke usluge.
Najveća plaža u uvali Stara Novalja je pješčana plaža zvana "Trinćel" ili "Planjka". Duž cijele uvale nalaze se male pješčane plaže.
Klima je blaga, mediteranska. Sezona kupanja počinje u svibnju, a završava u listopadu.

## Stanovništvo
- 2001. – 238
- 1991. – 234 (Hrvati – 229, Jugoslaveni – 1, ostali – 4)
- 1981. – 182 (Hrvati – 179, Jugoslaveni – 2, ostali – 1)
- 1971. – 205 (Hrvati – 205)

| broj stanovnika |       |       | 117   | 145   | 350   | 204   | 204   | 255   | 315   | 288   | 229   | 205   | 182   | 234   | 238   | 286   | 281   |
|                 | 1857. | 1869. | 1880. | 1890. | 1900. | 1910. | 1921. | 1931. | 1948. | 1953. | 1961. | 1971. | 1981. | 1991. | 2001. | 2011. | 2021. |